# Игнатково (Сафоновский район)
 Игнатково — деревня  в Сафоновском районе Смоленской области России.  Административный центр Игнатковского сельского поселения.
Население 351 чел. (2007) .

## География
Расположена в центральной части области, в 7 км к югу от Издешкова, до районного центра Сафоново 27 км,
до областного центра г. Смоленск 107 км. К центру поселения примыкает с северной стороны деревня Путьково.

## Население
| 2007 |
| ---- |
| 351  |

## Инфраструктура
Дом культуры.
Администрация  сельского поселения.

## Транспорт
Остановка общественного транспорта "Игнатково".